# ブラザー イン アームズ 名誉の代償
『ブラザー イン アームズ 名誉の代償』(Brothers in Arms: Earned in Blood)は、ユービーアイソフトより発売されたミリタリーシミュレーションゲーム。前作『ブラザー イン アームズ ロード トゥ ヒル サーティー』と同様にノルマンディー上陸作戦D-Day(D-デイ)を題材としているが、今作では前作主人公のベイカー軍曹と任務を共にしたハートソック伍長を主人公として物語が描かれる。

## 概要
内容は『ロード トゥ ヒル サーティー（Road to Hill 30）』とほぼ同じだが、新たにスカーミッシュ（Skirmish）という機能が搭載されている。所属軍，ミッション，キャラクター，モード，敵レベルなど設定ができ、他のプレイヤーと協力してミッションを進めることが出来る。仲間から弾薬をもらうことも可能になったが、戦闘中は貰えない。

## ストーリー
1944年6月6日、伍長から軍曹へとなったジョー・“レッド”・ハートソックは過去にあった出来事を将校に打ち明ける。どうして仲間が撃たれて命を落としたのか、どんな場所でどんな任務を遂行していたのか。訓練時代から共に生きてきた仲間と逸れ、見ず知らずの仲間と合流して任務を果たさなければならなくなった孤独感。おぼえているあらゆる事を打ち明けた。たった一人だけ、異様な感覚になったのはマット・ベイカーという人物。以前、共に戦った人物だったが、あの時に会った彼は別人だったと、通称“レッド”は厳しい戦いの10日間の記録を語る。

## 登場人物
Cpl. Joe Red Hartsock
Pvt. Jacob Campbell
Pfc. Will Paige
Pvt. Derrick McConnell
Pvt. Franklin Paddock
Pvt. Dean Friar Winchell
Pfc. James Marsh
Lt. Col.S.L.A. Marshall
Sgt. Matt Baker
Cpl. Seamus Doyle
Lt. Col. Robert Cole
Lt. Col. Patrick Cassidy
- ジョー・レッド・ハードソック軍曹
- ジェイコブ・キャンベル伍長
- ウィル・ペイジ二等兵
- デリック・マッコネル二等兵
- フランクリン・パッドク伍長
- ディーン・フライアー・ウィンチェル二等兵
- ジェームス・マーシュ上等兵
- マーシャル大佐
- マット・ベイカー軍曹
- シーマス・ドイル伍長
- ロバート・コール中佐
- パトリック・キャシディ中佐

## その他
日本以外ではWindows、Xboxと携帯電話向けにもリリースされている。
海外でリリースしているWii用ソフトBrothers in Arms: Double Timeに移植されている。